# Ceredig
Ceredig ap Cunedda va ser el rei fundador de Ceredigion, potser nascut vers el 420 en la regió de Manaw (l'actual comtat escocès de Lothian) del regne de Gododdin, un territori situat al voltant del fiord de Forth.
Hi ha poca informació sobre ell. Es creu que va ser un dels fills de Cunedda i l'avi de sant David de Gal·les. Segons diu la tradició, va arribar al país de Gal·les procedent de Gododdin juntament amb el seu pare i la resta de la família perquè els gal·lesos els van demanar que els ajudessin a fer fora uns invasors procedents de l'illa d'Irlanda. En recompensa per la seva valentia, el pare el va posar a càrrec d'una porció del territori reconquerit als irlandesos, que des de llavors es va anomenar Ceredigion.
Ceredig va tenir una filla anomenada Ina, que es creu que podria ser santa Ina, a la qual hi ha una església dedicada a Llanina, municipi de New Quay, comtat de Ceredigion.